# Regione di Almaty
La regione di Almaty è una regione del Kazakistan con capoluogo Qonaev e una popolazione di 2.000.000 di abitanti circa. Fino al 2022 è stata la quinta regione in ordine di grandezza del Kazakistan.

## Geografia fisica

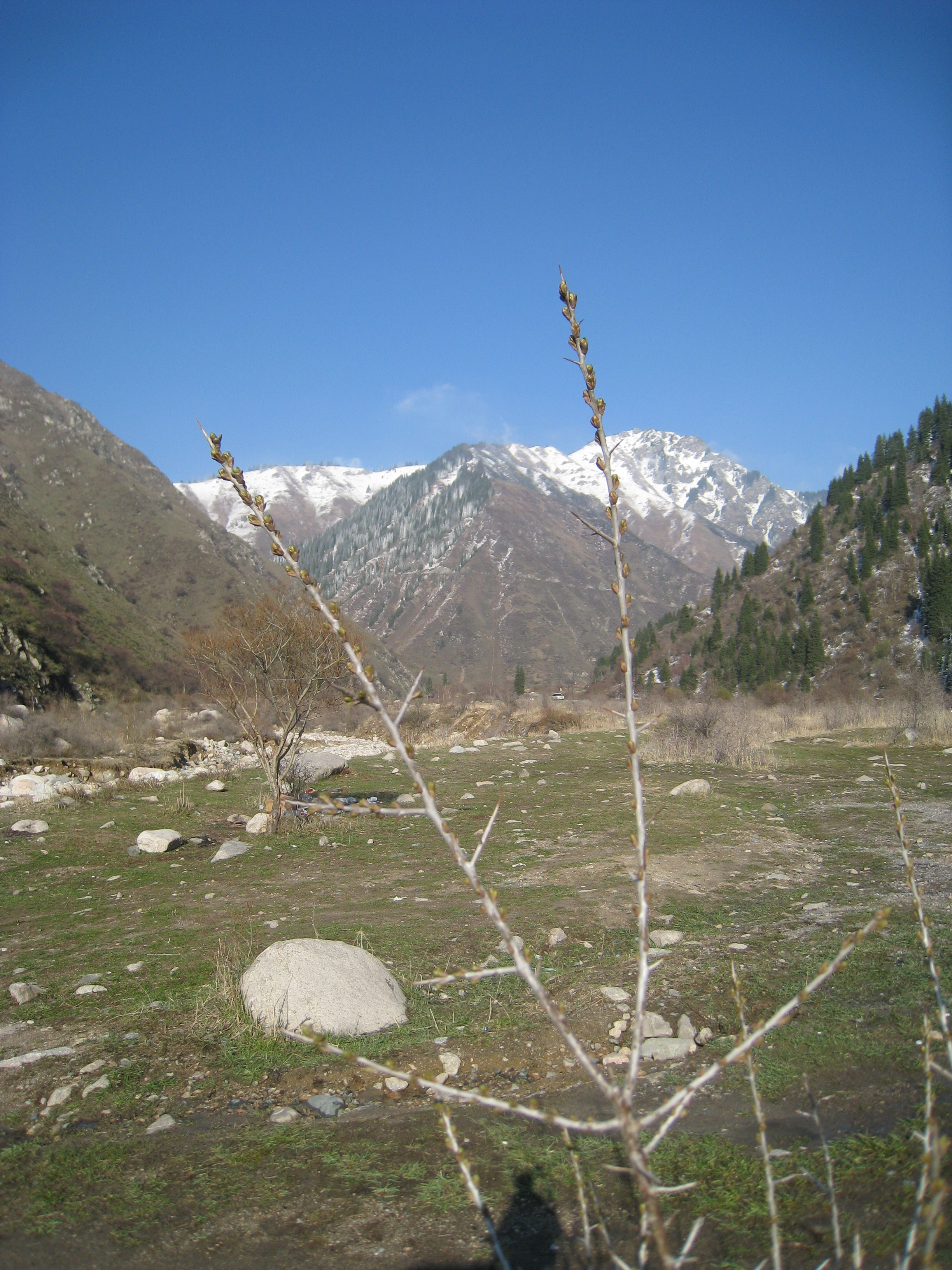
Panorama della regione in primavera

La regione di Almaty confina con il Kirghizistan e la regione cinese del Xinjiang (Turkestan orientale). La regione tocca anche altre tre regioni kazake: la regione di Jambyl, ad ovest; la regione di Qaraǧandy, a nord-est; e la regione del Kazakistan Orientale (Shyghys Qazaqstan) a nord.
La regione di Almaty ricopre un'area di quasi 224.000 chilometri quadrati, toccando a nordovest il lago Balkhash (Balqash Koli in kazako); è inoltre attraversata dalla catena montuosa del Tian Shan, che si estende dalla Cina al Kirghizistan. Si trovano nel territorio regionale, inoltre, il canyon di Čaryn, il fiume Ili, i laghi di Bartogaj e Kapčagaj, i laghi Kaindy, Kolsaj e Issyk.
Circondata su ogni lato dalla regione di Almaty, ma separata da questa politicamente, è la città di Almaty, la più grande città del Kazakistan e la vecchia capitale (durante il periodo sovietico e nel periodo seguente l'indipendenza del Kazakistan).

## Storia
L'oblast' (regione) di Alma-Ata, predecessore dell'odierna regione di Almaty, venne creata nella regione storica di Semirechye il 10 marzo 1932. La sua capitale era Alma-Ata (Almaty). Durante il periodo sovietico, per un certo periodo di tempo, la parte nord-orientale dell'oblast, quella che circonda Taldyqorğan, fu separata dall'Oblast di Alma-Ata, formando il separato Oblast di Taldy-Kurgan, confluito di nuovo nell'Oblast di Alma-Ata pochi anni dopo.
Nell'aprile 2001 il centro amministrativo della regione di Almaty fu trasferito da Almaty a Taldyqorğan. Così Taldyqorğan è divenuta di nuovo una capoluogo regionale - questa volta senza formare un oblast separato. Nel 2022, dalla regione è stata separata la regione di Jetısu, con capoluogo Taldyqorğan: Qonaev è diventata il nuovo capoluogo.

## Distretti
La regione è suddivisa in 8 distretti (audan) e due città autonome (qalasy): Almaty e Qonaev (già Qapşağai).
I distretti sono:
- Balqaş
- Eñbekşıqazaq
- Ile
- Jambyl
- Qarasai
- Raiymbek
- Talğar
- Ūiğyr